# Флаг Павловского района (Ульяновская область)
Флаг муниципального образования «Па́вловский район» Ульяновской области Российской Федерации — опознавательно-правовой знак, служащий официальным символом муниципального образования.
Первый флаг района утверждён 17 февраля 2006 года и внесён в Государственный геральдический регистр Российской Федерации с присвоением регистрационного номера 2351.
Ныне действующий флаг утверждён 1 марта 2017 года и внесён в Государственный геральдический регистр Российской Федерации с сохранением ранее присвоенного регистрационного номера 2351.

## Описание флага
Описание первого флага гласило:
«Флаг муниципального образования „Павловский район“ Ульяновской области предоставляет собой трёхцветное полотнище с соотношением длины флага к его ширине 3:2. В верхней части, занимающей 3/4 части флага, расположено двухцветное поле лазоревого (голубой, синий) и алого цветов, разделённого между собой по диагонали белой полосой в центре которого изображены элементы герба. В нижней части по всей длине расположена волнистая полоса зелёного цвета, разделённая от красного поля тонкой белой полосой соединённой с диагональной белой полосой».
Описание действующего флага гласит:
«Прямоугольное двухстороннее полотнище жёлтого цвета с отношением ширины к длине 2:3».
«Прямоугольное двухстороннее полотнище с отношением ширины к длине 2:3, воспроизводящее композицию герба муниципального образования „Павловский район“ изображённую красным, синим, зелёным, белым и жёлтым цветом».

## Обоснование символики
Благодаря сохранившимся документам, известны имена основателей Павловки (административного центра Павловского района). «В 1695 году пожаловано пензенцам Павлу и Семену Полумордвиновым, Трофиму да Лукьяну Мамотовым в урочищах по речке Избалык дикопорожней земли со всеми угодьями…». Так у истоков прекрасной чистой реки образовалось село Избалык, затем Дмитриевское, позднее, во 2-й половине XIX века названное Павловкой.
Полотнище, составленное их двух частей синего и красного цвета, отражение связи прошлого и настоящего, мира и войны, науки и производства, что в китайской философии отражено понятием «Инь и ян».
Тонкая белая диагональная полоса — символизирует конно-торговый путь, пролегавший через территорию современного района, проходящий из центральных районов России в её восточные окраины. Сейчас сеть дорог связывает Павловский район с городами Пензенской, Саратовской и Ульяновской областей.
Дерево, растущее на зелёных холмах — символизирует рельеф местности Павловского района и его многочисленные леса, занимающие 1/5 всей территории района.
Подкова, окружающая крону дерева — символ охраны лесных богатств и сохранения их последующим поколениям.
Цвета и металлы полотнища и его фигур также символичны:
— синий цвет (лазурь) — символ возвышенных устремлений, искренности, преданности, возрождения;
— красный цвет — символ силы, мужества и храбрости, любви к родной земле, красоты и праздника;
— зелёный цвет символизирует природу, весну, здоровье, молодость и надежду;
— белый цвет (серебро) — символ чистоты, открытости, божественной мудрости, примирения;
— жёлтый цвет (золото) — символ богатого урожая, высшей ценности, величия, солнечного света.

## См. также

Флаги муниципальных образований Павловского района
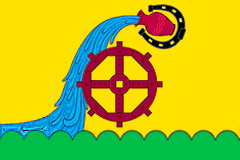
Флаг Павловского городского поселения
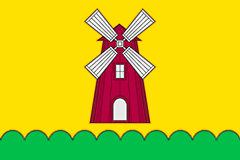
Флаг Баклушинского сельского поселения
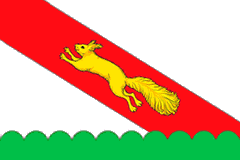
Флаг Пичеурского сельского поселения
Флаг Холстовского сельского поселения
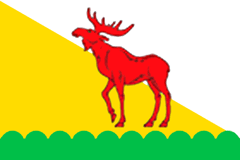
Флаг Шаховского сельского поселения
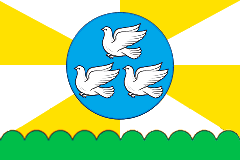
Флаг Шмалакского сельского поселения